# Luigi Biraghi
Luigi Biraghi (Vignate, 2 novembre 1801 – Milano, 11 agosto 1879) è stato un presbitero italiano.
È stato beatificato nel 2006.

## Biografia
Fu ordinato sacerdote nel 1825 e si dedicò all'insegnamento nel Seminario Maggiore di Milano, dove ricoprì anche il ruolo di direttore spirituale; inoltre fu consigliere degli arcivescovi di Milano.
Nel 1838, a Cernusco sul Naviglio, fondò insieme a madre Marina Videmari la congregazione delle Suore di Santa Marcellina, perché svolgesse attività educativa nelle scuole. Si dedicò a studi di storia ecclesiastica, di archeologia cristiana e di teologia; nel 1864 fu nominato viceprefetto della Biblioteca Ambrosiana. Nel difficile trapasso della Lombardia dall'Austria al Regno d'Italia, promosse il dialogo e la pacificazione.
Nel 1966 viene accolta la richiesta delle suore Marcelline, da parte del cardinale di Milano, di dare inizio al processo di beatificazione e canonizzazione. La Positio sulle virtù ottenne nel 1995 il voto favorevole dei consultori storici e nel 2003 quello dei consultori teologi e dei cardinali, così che Papa Giovanni Paolo II lo dichiarò venerabile il 20 dicembre 2003. Il 20 dicembre 2004 venne emesso il decreto di approvazione di un miracolo attribuito all'intercessione del Biraghi, che venne beatificato il 30 aprile 2006 durante una solenne celebrazione sul sagrato del Duomo di Milano. La memoria liturgica ricorre il 28 maggio.